# شیعیان عراق

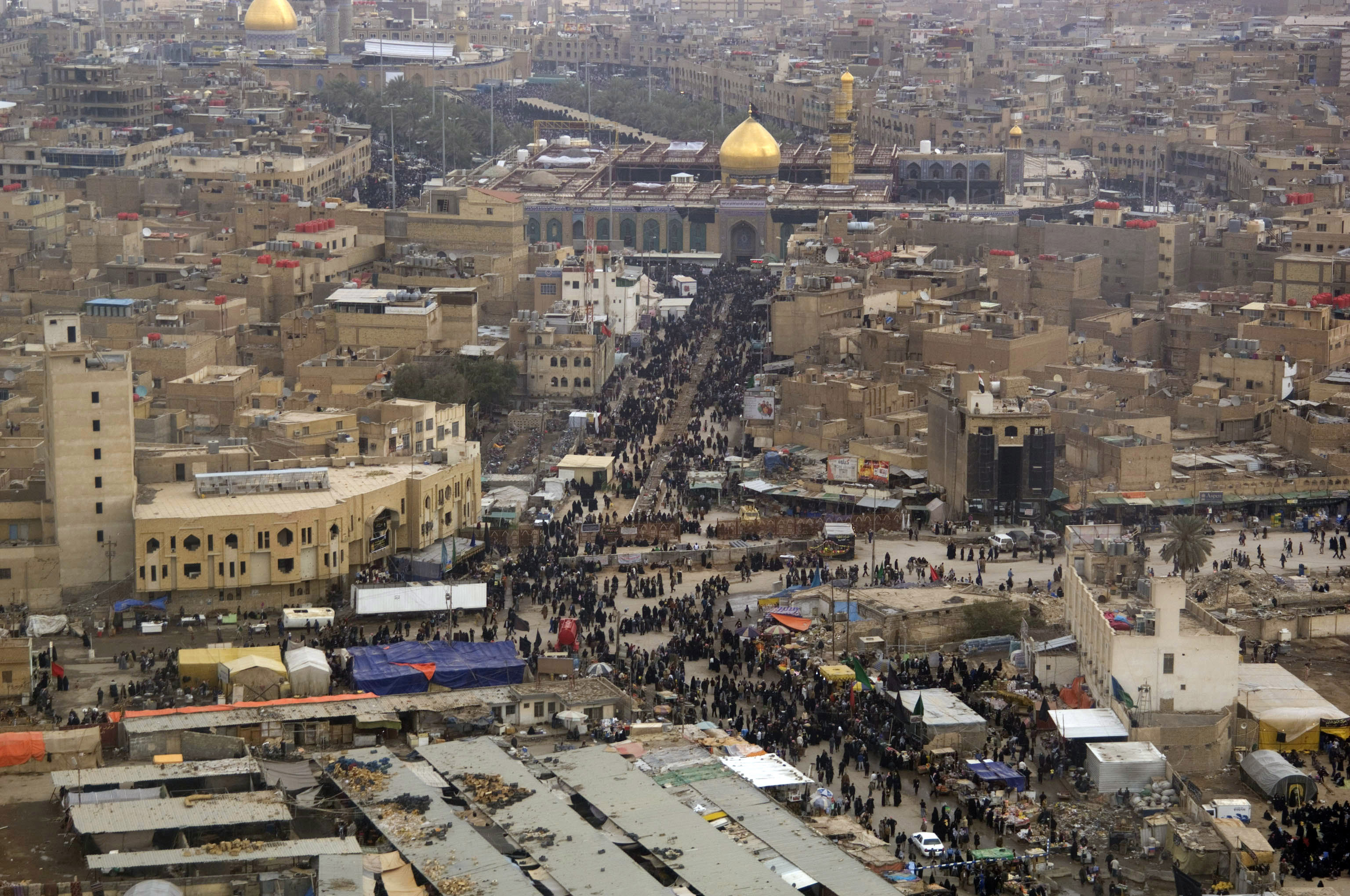
کربلا از مهمترین شهرهای شیعیان جهان در عراق.

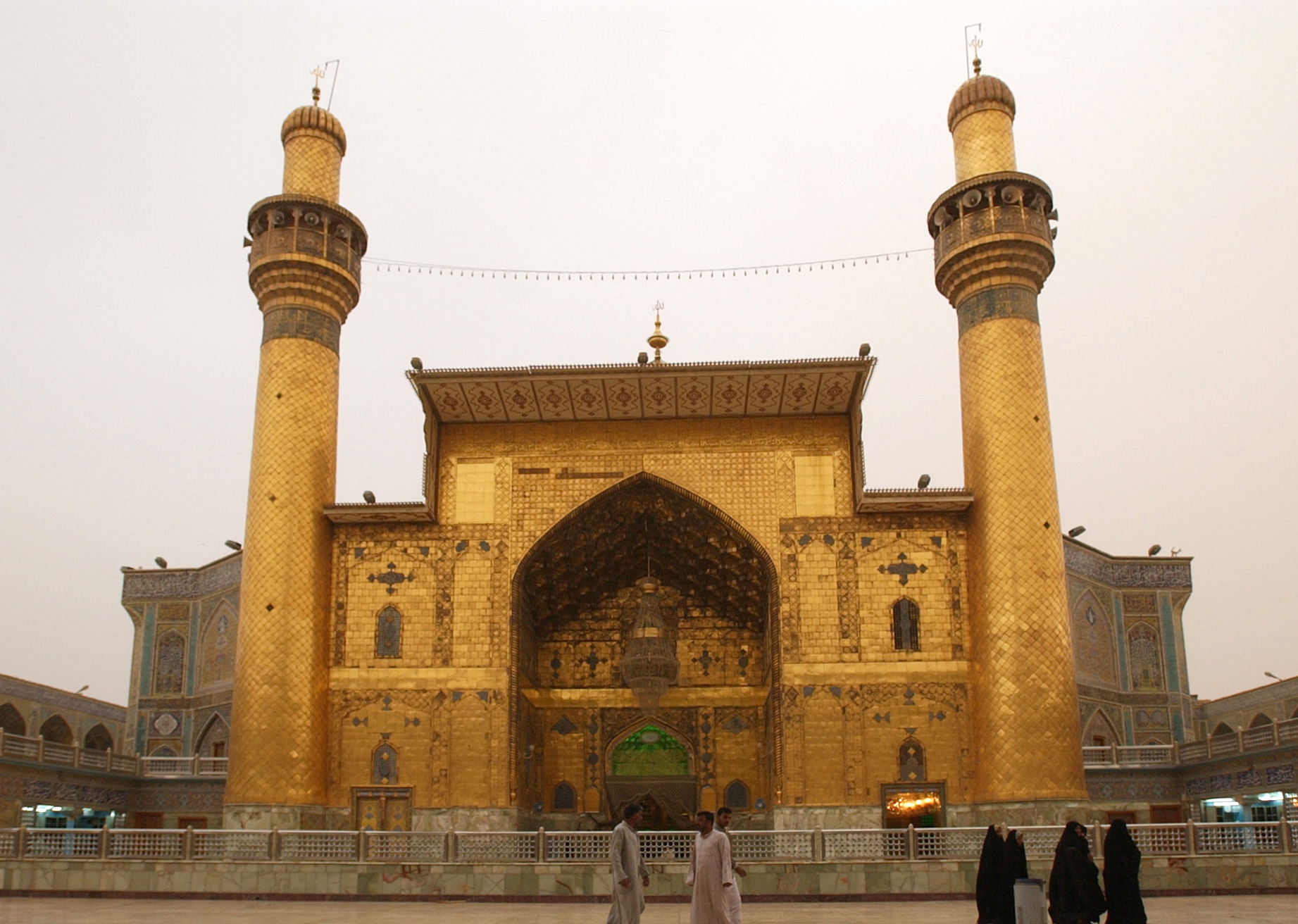
حرم علی بن ابی‌طالب آرامگاه امام نخست شیعیان جهان در عراق

شیعیان عراق بزرگ‌ترین مذهب در کشور عراق با جمعیتی بالغ بر ۶٠٪ این کشور است. اکثریت قاطع عرب‌های عراق، شیعه مذهب هستند و اقلیتی از شیعیان را نیز ترکمان‌ها و کردهای عراق تشکیل می‌دهند. پس از حمله به عراق در سال ۲۰۰۳ خشونت‌های فرقه‌ای بین شیعیان و اهل تسنن عراق افزایش یافته است.
گذشته از این، عراق دارای شهرهای مقدس شیعیان جهان، مانند نجف و کربلا می‌باشد که زیارتگاه میلیون‌ها نفر از مسلمانان شیعه است. نجف محل آرامگاه اولین امام شیعیان، علی بن ابیطالب و کربلا آرامگاه سومین امام شیعیان، حسین بن علی است. همچنین نجف به عنوان مرکز علمی طلاب و روحانیون شیعه در سطح جهان فعال است. دو مکان مقدس دیگر برای شیعیان دوازده امامی در عراق شامل حرم کاظمین در بغداد که محل دفن مقبره امامان هفتم و نهم شیعیان موسی کاظم و محمد تقی، و حرم عسکریین در سامرای عراق که شامل مقبره امام دهم و یازدهم شیعیان علی النقی و حسن عسکری می‌باشد.
- اکثریت جمعیت شیعه:  استان نجف، استان کربلا، استان میسان، استان قادسیه، استان مثنی، استان ذی‌قار، استان واسط، استان بابل و استان بصره

- نسبت شیعیان در استان بغداد کمتر از ۶۰٪ نیست.

- شیعیان در استان‌های دیاله، صلاح‌الدین، کرکوک، نینوا و سلیمانیه اقلیت برجسته‌ای را تشکیل می دهند.

- تعداد شیعیان در استان‌های اربیل، دهوک و انبار نیز کم است.

## مطالعه بیشتر
- Momen, Moojan (1985). An Introduction to Shi'i Islam. Yale University Press. ISBN 0300035314.
- Nakash, Yitzhak (2003). The Shi'Is of Iraq. Princeton University Press. ISBN 978-0-691-11575-7.